# Pál Orosz
Pál Orosz (Szentes, 25 de enero de 1934 - ibídem, 12 de mayo de 2014) fue un entrenador y jugador de fútbol húngaro que jugaba en la demarcación de centrocampista y medallista olímpico en los Juegos Olímpicos de Roma 1960.

## Biografía
Debutó como futbolista en 1952 con el Szegedi AK cuando contaba con 18 años. Aunque antes de que terminase la temporada, el Ferencvárosi TC se hizo con sus servicios para las catorce temporadas siguientes. Estuvo cerca de ganar un título bastantes veces, hasta que finalmente en 1958 se hizo con su primer trofeo, la Copa de Hungría. Cuatro años después se hizo con su primer título de liga, la Nemzeti Bajnokság I, título que también ganó al año siguiente. Posteriormente se hizo con la Copa de Ferias contra la Juventus de Turín tras ganar en la final por 1-0. Finalmente en 1966 se retiró como futbolista. Cuatro años después de su retiro el Difaa El Jadida de Marruecos se hizo con él para el puesto de entrenador desde 1970 a 1973. Tras dejar el club, volvió seis años después para volver a entrenar al equipo por otras tres temporadas.

## Selección nacional
Formó parte del equipo olímpico que jugó en los Juegos Olímpicos de Roma 1960. Jugó un total de siete partidos y anotó dos goles, llegando a ganar la medalla de bronce.

## Clubes

### Como futbolista
| Club            | País    | Año         | Partidos | Goles |
| --------------- | ------- | ----------- | -------- | ----- |
| Szegedi AK      | Hungría | 1952        | ¿?       | ¿?    |
| Ferencvárosi TC | Hungría | 1952 - 1966 | 264      | 79    |

### Como entrenador
| Club            | País      | Año         |
| --------------- | --------- | ----------- |
| Difaa El Jadida | Marruecos | 1970 - 1973 |
| Difaa El Jadida | Marruecos | 1979 - 1982 |

## Palmarés

### Campeonatos nacionales
| Título              | Club            | País    | Año  |
| ------------------- | --------------- | ------- | ---- |
| Nemzeti Bajnokság I | Ferencvárosi TC | Hungría | 1963 |
| Nemzeti Bajnokság I | Ferencvárosi TC | Hungría | 1964 |
| Copa de Hungría     | Ferencvárosi TC | Hungría | 1958 |

### Campeonatos internacionales
| Título         | Club            | País    | Año  |
| -------------- | --------------- | ------- | ---- |
| Copa de Ferias | Ferencvárosi TC | Hungría | 1965 |